# Cajun (spezia)
Il Cajun è una miscela piccante di spezie tipica degli Stati Uniti, nata da differenti culture culinarie, oggi estremamente diffusa in Nord America. Adatta per tutti i piatti di carne rossa e selvaggina.
Il termine Cajun nasce dal termine "les Acadians", usato per descrivere i coloni francesi che si stabilirono nella regione dell'Acadia dell'America settentrionale. Dopo la conquista britannica nei primi anni del 1700, molti Acadiani fuggirono in Louisiana.

## Composizione
- paprica dolce;
- cipolla;
- peperoncino;
- pepe di Caienna;
- aglio;
- zenzero;
- pepe bianco;
- pepe nero;
- timo;
- origano;
- sale.

Il tutto polverizzato.